# Quận Boyd, Nebraska
Quận Boyd là một quận thuộc tiểu bang Nebraska, Hoa Kỳ. Quận lỵ đóng ở thành phố , Nebraska 6.